# 9M730
9M730「ブレヴェスニク」（ロシア語: 9M730 ”Буревестник” ヂャーヴャチ・エム・スェミソート・トリーッツァチ・ブレヴェスニク、ラテン文字転写例：Burevestnik）は、ロシアで開発中の原子力巡航ミサイルである。 
ブレヴェスニクはロシア語でウミツバメの意で、NATOコードネームでは SSC-X-9 スカイフォール (Skyfall) と呼ばれている。原子力推進の採用により、射程は事実上無制限であるとされている。 
このミサイルは、2018年3月1日にロシア連邦大統領ウラジーミル・プーチンが発表した6つの新型戦略兵器の一つでもある。

## 設計・開発
ロシアでは、アメリカの弾道弾迎撃ミサイルを中心とするミサイル防衛システムを突破可能な大陸間核戦力として、極超音速兵器や原子力巡航ミサイルの開発を進めている。原子力巡航ミサイルは、ミサイル防衛システムを突破できるだけの能力と長大な射程を有するとされている。ロシアの軍事的優位を国民に誇示する目的もあって、名称は一般公募された。ミサイルの根幹である原子力推進ユニットの試験は、2019年1月に成功裏に完了した。 
ブレヴェスニクの姉妹プロジェクトである原子力推進式海中ドローン ポセイドンも小型の原子力推進ユニットを中心に構成されている。 
2019年8月9日に、ロシア国営原子力企業ロスアトムは、ロシア北部のセヴェロドヴィンスク近郊にあるニョノクサ(Нёнокса)ミサイル試験場で「液体燃料ロケットエンジン用核動力源」の試験の際に事故があり、放射性物質が放出され8人が死亡したことを確認した。その後「液体推進システム中の核動力源」と発表が改められた。一部報道機関は、ブレヴェスニクの試験中の事故である可能性に言及しているが、ロシア国防省は情報をほとんど明らかにしていない。核不拡散問題の専門家ジェフリー・ルイスとアメリカ科学者連盟のアンキット・パンダは、ロシア国防省が行ったロケットの推進方式に関する説明に疑問を呈している。プーチン大統領は、2019年11月21日に「無限の射程を持つ比類のない有望な新兵器システムを改善し続ける」と語っている。